# 샌디에고 플리트
| 샌디에고 플리트 |                                 |
| 컨퍼런스        | 서부 컨퍼런스                   |
| 설립연도        | 2018년                          |
| 해체연도        | 2019년                          |
| 역사            | 샌디에고 플리트 (2019년)        |
| 경기장          | SDCCU 스타디움                  |
| 연고지          | 캘리포니아주 샌디에고           |
| 상징색          | 배털쉽 그레이, 회색, 노랑, 하양 |
| 단장            | 데이브 볼러                     |
| 감독            | 마크 마츠                       |
| 리그 우승       |                                 |
| 컨퍼런스 우승   |                                 |

샌디에고 플리트(San Diego Fleet)는 미국 캘리포니아주 샌디에고를 연고지로 하는 2019년 AAF 서부 컨퍼런스 소속되었던 미식축구 팀이다. 홈 경기장은 SDCCU 스타디움이다.